# هرنان لوپز
هرنان لوپز (انگلیسی: Hernán López؛ زادهٔ ۷ سپتامبر ۲۰۰۰) بازیکن فوتبال اهل آرژانتین است. وی در پست هافبک برای باشگاه فوتبال ریور پلاته بازی می‌کند.
هرنان لوپز، بزرگترین خواهرزادهٔ دیگو مارادونا نیز می‌باشد.